# 회색뺨날다람쥐
회색뺨날다람쥐(Hylopetes lepidus)는 다람쥐과에 속하는 설치류이다. 동남아시아의 인도네시아와 말레이시아, 태국, 베트남에서 발견된다.

## 특징
회색뺨날다람쥐 몸길이는 11.7~13.5cm이고 꼬리 길이는 11.8~12cm이다.

## 생태
나무 위에서 생활하는 수상성 설치류이고 야행성 동물이다. 코코야자 등 야자나무 속에 둥지를 만든다.

## 분포 및 서식지
자와섬과 보르네오섬 북부 지역 우림에서 서식한다.